# Directory of Open Access Scholarly Resources
Directory of Open Access Scholarly Resources (ROAD) és un servei que ofereix el Centre Internacional ISSN, llançat el desembre de 2013, amb el suport del Sector de Comunicació i Informació de la UNESCO, per tal de poder localitzar recursos acadèmics en accés obert a tot el móm.
ROAD ofereix accés gratuït a aquells registres bibliogràfics ISSN que descriuen recursos acadèmics en accés obert, com revistes, sèries monogràfiques, actes de conferències, repositoris acadèmics i blogs acadèmics. Aquests registres s'enriqueixen amb informació extreta de bases de dades d'indexació i resum, directoris (DOAJ, Latindex, The Keepers registry) i indicadors de revistes (Scopus).